# Travaux d'Héraclès
Pour les articles homonymes, voir Douze travaux (homonymie).

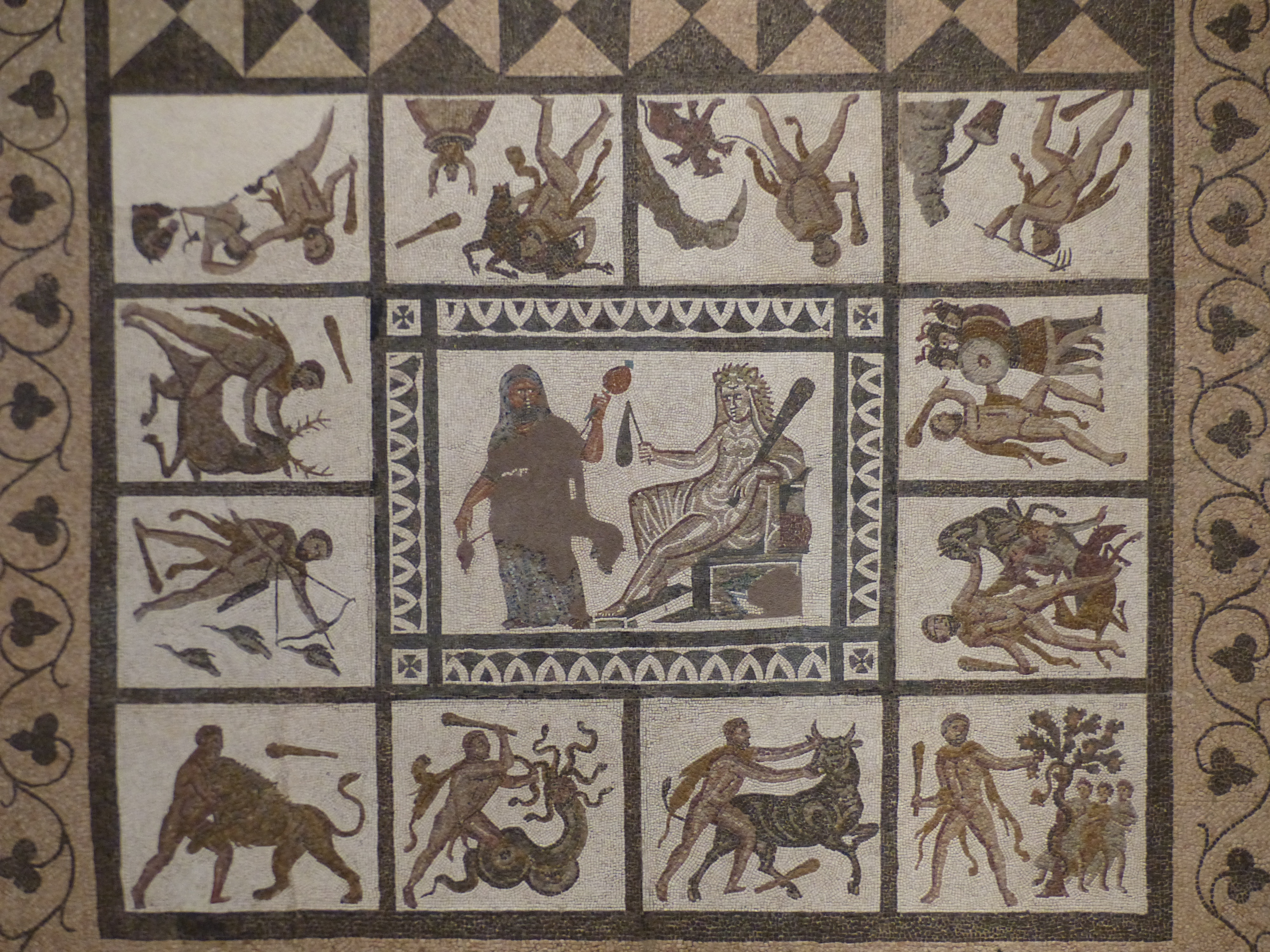
La mosaïque des travaux d'Hercule de Liria (IIIe siècle), représentant les Douze Travaux du héros.

Dans la mythologie grecque, les Travaux d'Héraclès (ou d'Hercule chez les Romains), également appelés Douze Travaux (en grec ancien Δωδέκαθλος / Dôdékathlos), sont les exploits exécutés par le héros Héraclès sur l'ordre d'Eurysthée. Ils constituent l'un des épisodes les plus célèbres de la mythologie grecque ainsi qu'une source iconographique majeure de l'art occidental.

## Mythe

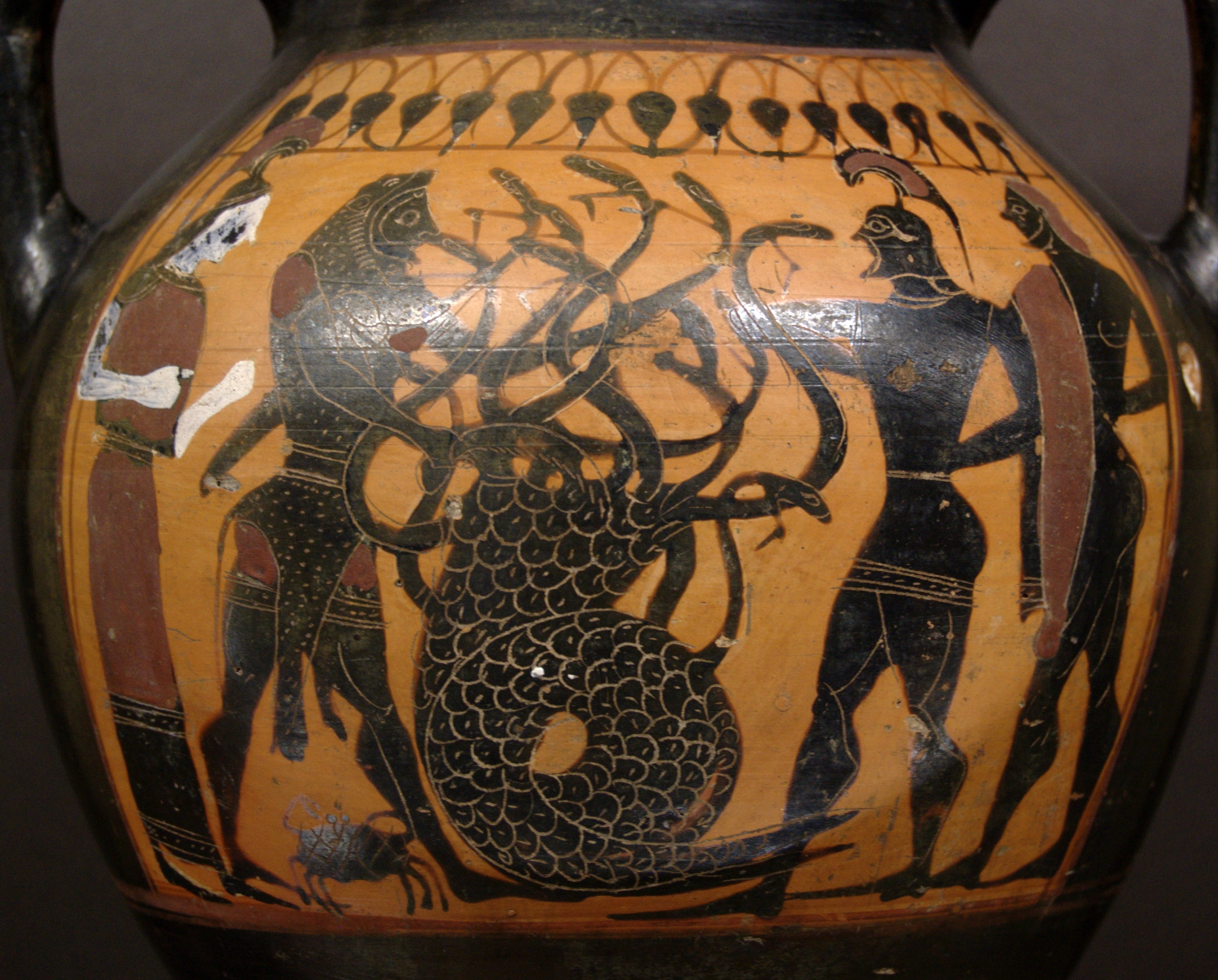
Héraclès combattant l'Hydre de Lerne, amphore attique à figures noires, 540-530 av. J.-C., musée du Louvre (CA 7318).

Fils de Zeus et d’Alcmène, Héraclès est poursuivi depuis sa naissance par la haine d'Héra, furieuse d'avoir été trompée par son mari. Une nuit, la déesse envoie deux serpents pour tuer l'enfant, nommé Alcide. Celui-ci découvre alors sa force extraordinaire et se débarrasse des deux vipères. Afin d'apaiser sa femme, Zeus décide de le renommer Héraclès, ce qui signifie « gloire d’Héra ». Dans un moment de folie inspirée par la déesse, Héraclès tue sa femme Mégara et ses fils. Revenu à la raison, il consulte la Pythie pour savoir comment expier sa faute. Elle lui ordonne de se mettre au service d'Eurysthée, son plus vieil ennemi, et d'accomplir les tâches qu'il lui impose : ce sont les Douze Travaux. Au départ, il y aurait dû n'y en avoir que dix, mais Eurysthée estime que le combat contre l'hydre de Lerne (deuxième tâche) n'est pas valide car Héraclès est aidé par Iolaos ; de même pour le nettoyage des écuries d'Augias, car il demande à être payé par Augias pour accomplir cette tâche.
Homère évoque déjà, dans l’Iliade et l’Odyssée, des « travaux » accomplis par Héraclès sur l'ordre d'Eurysthée, dont la descente aux Enfers pour aller capturer Cerbère. La Théogonie d'Hésiode cite également la victoire contre le lion de Némée et l'hydre de Lerne, ainsi que le vol des bœufs de Géryon. Pisandre ajoute à la liste la biche de Cérynie et les oiseaux du lac Stymphale. Outre les travaux déjà cités, la peinture sur vases à figures noires représente les épisodes du sanglier d'Érymanthe, du taureau crétois, des juments de Diomède, du combat contre les Amazones et de la quête des pommes d'or du jardin des Hespérides.
À ce stade, la liste des travaux n'en compte donc que onze. Sur ce nombre, seuls deux — la descente aux Enfers et le sanglier d'Érymanthe — sont explicitement rattachés à Eurysthée. Il est possible qu'à cette étape de la constitution du mythe, Héraclès ait entrepris les autres travaux de lui-même.
Les travaux d'Héraclès sont tous cités et résumés dans la Bibliothèque du Pseudo-Apollodore.
Dans la version de Diodore de Sicile, ces travaux doivent être accomplis pour qu'Héraclès atteigne l'immortalité. En effet, promis par Zeus à posséder le royaume des Persides, Héra empêche sa naissance le jour prévu (alors que Zeus avait destiné le royaume des Persides à l'enfant qui naîtrait un jour précis, Héra hâte la naissance d'Eurysthée et retarde celle d'Héraclès) et Eurysthée se trouve en possession du royaume. Sans s'estimer parjure [sic], Zeus demande à Héraclès d'accomplir les douze travaux qui lui ont été prophétisés par l'oracle de Delphes, et lui promet en échange l'immortalité.
La liste canonique des douze travaux est fixée à l'époque hellénistique, en se référant à la liste des travaux représentés sur les douze métopes sculptés du temple de Zeus à Olympie, datant de la première moitié du Ve siècle av. J.-C.[réf. nécessaire]. Elle comprend deux séries : les travaux effectués dans le Péloponnèse et ceux qui prennent place dans le reste du monde.

### Liste des travaux
Le Pseudo-Apollodore donne une liste :
1. Rapporter la peau impénétrable du lion de Némée.
2. Tuer l'Hydre de Lerne, dont les têtes tranchées repoussaient sans cesse.
3. Ramener vivante la biche de Cérynie, aux sabots d'airain et aux bois d'or, créature sacrée d'Artémis.
4. Ramener vivant l'énorme sanglier d'Érymanthe.
5. Nettoyer en un jour les écuries d'Augias, qui ne l'avaient jamais été, car elles étaient si grandes que personne n'avait jamais eu le courage de le faire.
6. Chasser les oiseaux du lac Stymphale aux plumes d'airain.
7. Ramener le taureau crétois de Minos, que celui-ci n'avait pas voulu sacrifier à Poséidon.
8. Ramener les juments de Diomède (juments mangeuses d'hommes).
9. Rapporter la ceinture d'Hippolyte, fille d'Arès et reine des Amazones.
10. Ramener d'Erythie les bœufs du géant aux trois corps Géryon.
11. Rapporter les pommes d'or du jardin des Hespérides, que gardait Ladon.
12. Ramener des enfers Cerbère, le chien aux trois têtes.

Note : l'ordre des travaux varie selon les sources. Ainsi Diodore de Sicile mentionne le sanglier d'Érymanthe (3), la biche de Cérynie (4), les oiseaux du lac Stymphale (5), les écuries d'Augias (6), la capture de Cerbère (11) et les pommes d'or des Hespérides (12).
Selon la Bibliothèque, Eurysthée conteste la valeur de la victoire d’Hercule contre l’hydre de Lerne car il a été secondé par Iolaos. De même, il ne valide pas le travail qui consistait à nettoyer les écuries d’Augias parce qu’il avait demandé à celui-ci un salaire alors qu’il aurait dû rester l’esclave exclusif de son cousin.

Reliefs sculptés découverts sur le site de la villa romaine de Chiragan. Conservés au musée Saint-Raymond de Toulouse.
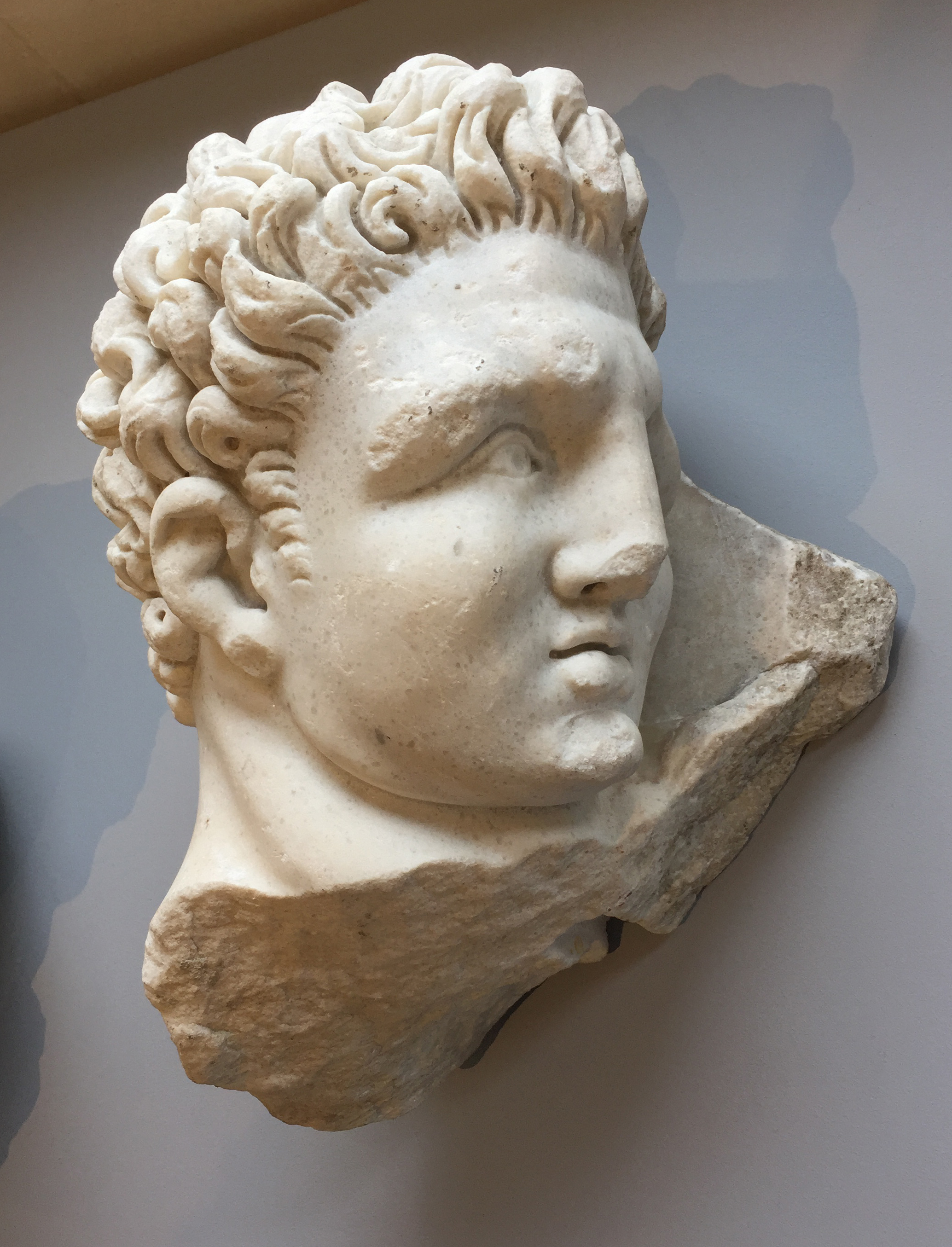
Tête d'Hercule (fragment d'un relief représentant Hercule combattant le lion de Némée).
Hercule combattant l'hydre de Lerne.
Hercule et le sanglier d'Erymanthe.
Hercule nettoyant les écuries d'Augias.
Hercule et les oiseaux du lac Stymphale.
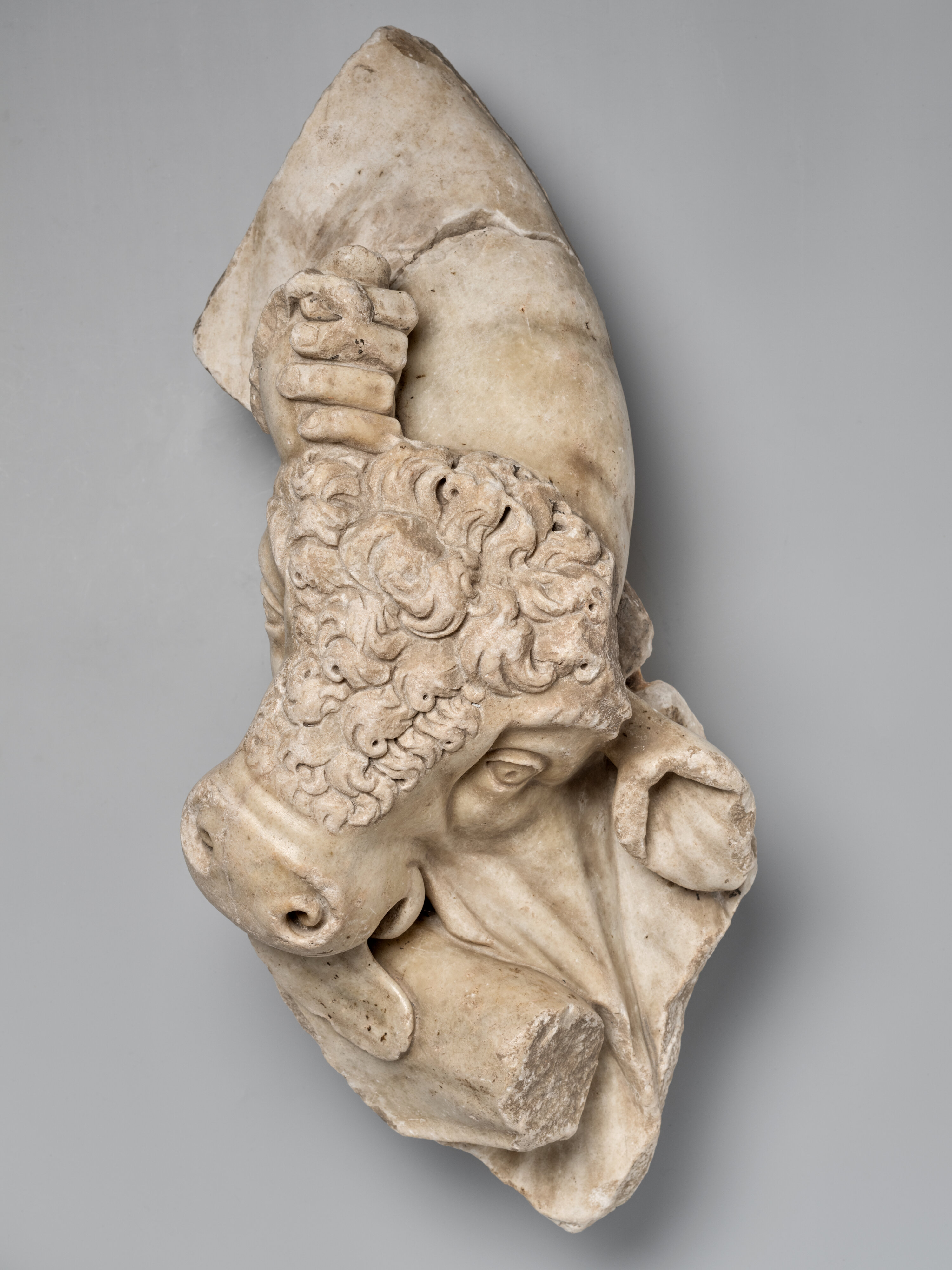
Fragment d'un relief sculpté représentant Hercule et le taureau de Crète.
Hercule et le roi Diomède.
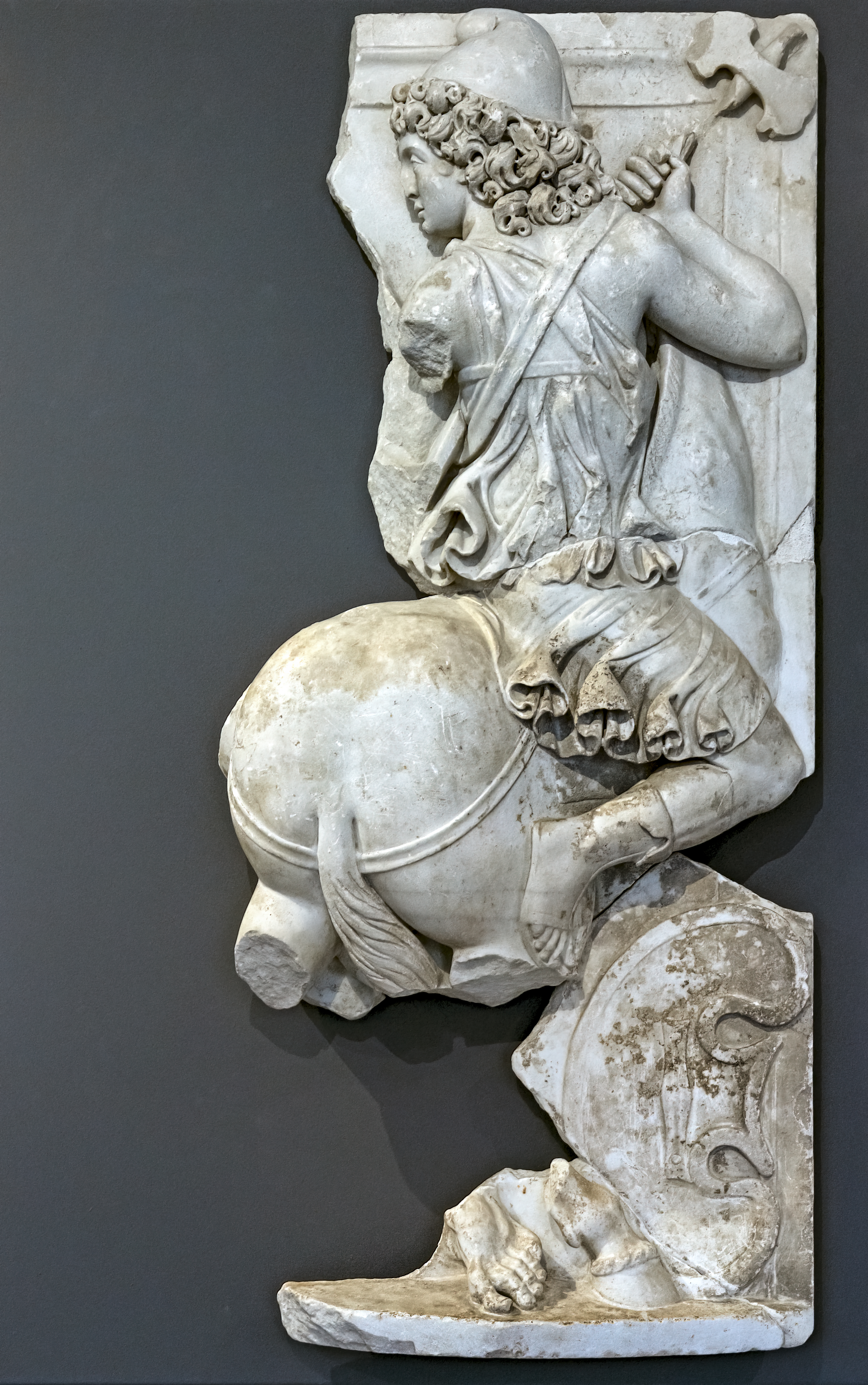
Hercule et la reine des Amazones.
Hercule et le géant Géryon.
Hercule rapportant les pommes d'or du jardin des Hespérides.
Hercule et Cerbère.

## Travaux mineurs

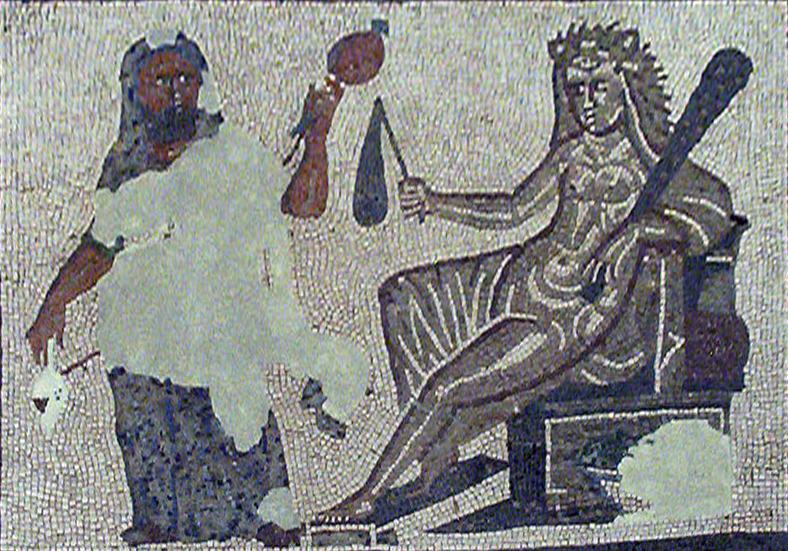
Héraclès et Omphale, détail de la mosaïque des Travaux d'Héraclès de Liria (Espagne), première moitié du IIIe siècle.

Il fallut dix années à Héraclès pour terminer ces douze travaux. Il connut cependant de nombreuses autres aventures, tant lors de leur accomplissement qu'avant et après — notamment lors de son séjour en tant qu'esclave près d'Omphale : certaines d'entre elles sont désignées sous le nom de « travaux mineurs ».
D'après le Pseudo-Apollodore, Héraclès, avant les douze travaux, tue le lion du Cithéron.
Héraclès est également cité dans la liste des Argonautes. Il se serait embarqué avec son éromène, Hylas, qu'il perdit au cours de l'aventure. Un jour que les Argonautes faisaient escale près de la ville de Cios, en Bithynie près des côtes de Mysie, Héra fit tomber les nymphes des lieux amoureuses du bel Hylas alors de corvée d'eau, en leur soufflant l'idée de l'entraîner avec elles dans les tréfonds de leur demeure aquatique, le noyant du même coup, et ce afin de faire souffrir davantage son beau-fils. Héraclès toujours à sa recherche, ne revenant pas de la chasse pour laquelle il avait quitté l’Argo, fut laissé en arrière par les Argonautes, incapables de le retrouver et désireux de poursuivre leur route vers la Colchide tandis que le fils de Zeus gémissait dans la forêt sur la disparition de son ami qui restait introuvable.

## Représentations antiques

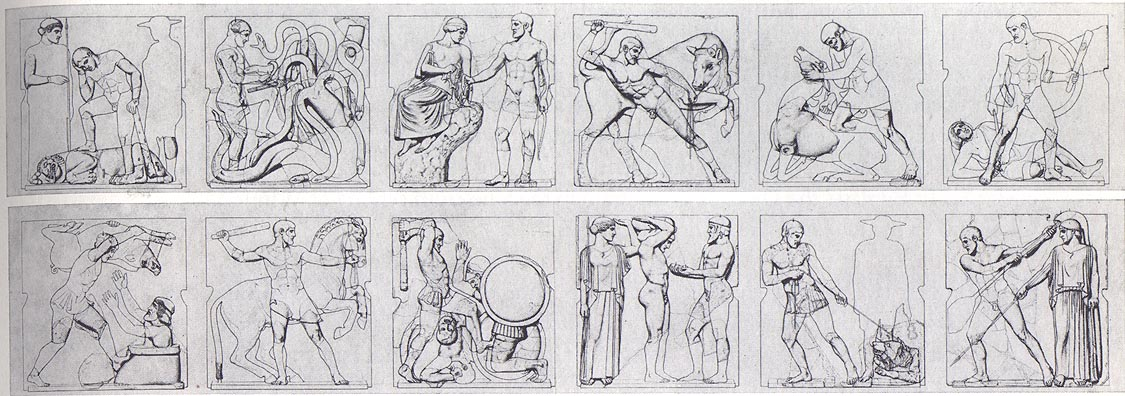
Dessin du XIXe siècle des métopes du temple de Zeus d'Olympie, représentant les Douze Travaux d'Héraclès.

## Développements ultérieurs

### Littérature
Agatha Christie met en scène Hercule Poirot dans le recueil de nouvelles policières Les Travaux d'Hercule (1947). Le détective décide, avant de prendre sa retraite, de résoudre douze affaires, correspondant aux douze travaux de son homonyme Hercule.

### Bande dessinée
Les Douze Travaux d'Hercule sont racontés par Édouard Cour (scénario et dessin) dans les albums Héraklès aux éditions Akileos. Les huit premiers travaux dans le tome 1 (160 p., 2012), les quatre derniers dans le tome 2 (160 p., 2014).
Jean-David Morvan transpose les Travaux dans le futur pour sa BD Hercule, dessinée par Looky. De prime abord déroutant[pourquoi ?], le concept reprend néanmoins tous les éléments clefs de la légende.
Les Travaux d'Héraclès ont également inspiré René Goscinny et Albert Uderzo dans le film d'animation Les Douze Travaux d'Astérix sorti en 1976. Astérix et Obélix se confrontent à douze épreuves à la suite d'un défi lancé par Jules César.

### Cinéma
L'un des premiers courts-métrages d'animation mettant en scène Hercule est Les Douze Travaux d'Hercule, réalisé par le cinéaste français Émile Cohl en 1910, qui montre successivement les douze travaux. Par la suite, de nombreux films en prises de vue réelles ou en animation mettent en scène le héros, souvent dans des aventures inspirées par ses travaux.

### Dans le langage courant
Dans le langage courant, les Travaux d'Héraclès sont souvent repris sous le nom des « Travaux d'Hercule » ou des « 12 Travaux d'Hercule ». Héraclès (le héros de la mythologie grecque) est appelé Hercule dans la mythologie romaine. Cette reprise est à l'origine d'expressions telle qu'« être fort comme un hercule ».

### Sources antiques
1. ↑  Homère, Iliade [détail des éditions] [lire en ligne], VIII, 362-369 et XV, 639-640 ; Odyssée [détail des éditions] [lire en ligne], XI, 620.
2. ↑  Hésiode, Théogonie [détail des éditions] [lire en ligne] (289-194, 313-318, 326-332).
3. 1 2  Apollodore, La Bibliothèque, t. II, 5 (lire en ligne).
4. ↑  Diodore de Sicile, Bibliothèque historique [détail des éditions] [lire en ligne], IV, IX.